# Campeonato Sub-17 de la OFC 1991
El Campeonato Sub-17 de la OFC 1991 fue la cuarta edición de dicho torneo. Se llevó a cabo entre el 13 y el 21 de enero en Nueva Zelanda.
Participaron apenas tres selecciones: Australia, Fiyi y Nueva Zelanda, que se enfrentaron entre sí en un sistema de todos contra todos a ida y vuelta. Australia se proclamó campeón por cuarta vez y clasificó a la Copa Mundial de la categoría de 1991.

## Equipos participantes
| Equipos participantes | Equipos participantes | Equipos participantes | Equipos participantes |
| --------------------- | --------------------- | --------------------- | --------------------- |
| Australia             | Fiyi                  | Nueva Zelanda         |                       |

## Clasificación
| Selección     | Pts | PJ | PG | PE | PP | GF | GC | Dif |
| ------------- | --- | -- | -- | -- | -- | -- | -- | --- |
| Australia     | 7   | 4  | 3  | 1  | 0  | 15 | 4  | 11  |
| Nueva Zelanda | 5   | 4  | 2  | 1  | 1  | 9  | 3  | 6   |
| Fiyi          | 0   | 4  | 0  | 0  | 4  | 4  | 21 | -17 |

## Resultados
| Fecha               | Lugar  |               |                          | Resultado |                          |               |
| ------------------- | ------ | ------------- | ------------------------ | --------- | ------------------------ | ------------- |
| 11 de enero de 1991 | Napier | Australia     | Bandera de Australia     | 6:1       | Bandera de Fiyi          | Fiyi          |
| 13 de enero de 1991 | Napier | Australia     | Bandera de Australia     | 1:1       | Bandera de Nueva Zelanda | Nueva Zelanda |
| 15 de enero de 1991 | Napier | Nueva Zelanda | Bandera de Nueva Zelanda | 5:1       | Bandera de Fiyi          | Fiyi          |
| 17 de enero de 1991 | Napier | Fiyi          | Bandera de Fiyi          | 2:7       | Bandera de Australia     | Australia     |
| 19 de enero de 1991 | Napier | Fiyi          | Bandera de Fiyi          | 0:3       | Bandera de Nueva Zelanda | Nueva Zelanda |
| 21 de enero de 1991 | Napier | Nueva Zelanda | Bandera de Nueva Zelanda | 0:1       | Bandera de Australia     | Australia     |

| Bandera de Australia |
| Campeón Australia    |
| 4.to título          |